# Pseudamycus albomaculatus
Pseudamycus albomaculatus är en spindelart som först beskrevs av Johan Coenraad van Hasselt 1882.  Pseudamycus albomaculatus ingår i släktet Pseudamycus och familjen hoppspindlar. Inga underarter finns listade i Catalogue of Life.